# قائمة النزاعات في الشرق الأدنى
هذه قائمة النزاعات في الشرق الأدنى منسقة كالتالي؛ أولاً: ترتيبًا زمنيًا من العصر الحجري القديم حتى نهاية الحقبة الحديثة المتأخرة (حوالي 20,000 سنة قبل الحاضر - إلى حوالي سنة 1945م). ثانيًا: ترتيبًا جغرافيًا حسب المناطق الفرعية (بدءًا من الشرق إلى الغرب؛ ثم من الجنوب إلى الشمال). تتضمن هذه القائمة أغلب الدول ذات السيادة الحالية (بعضها قد يكون محل نزاع) بدءًا من غرب ووسط آسيا (العراق والكويت وإيران وأفغانستان)، وبلاد الشام أو المشرق (سوريا والأردن ولبنان وفلسطين وإسرائيل وقبرص وشمال قبرص)، ومنطقة القوقاز (أذربيجان وأرمينيا وجورجيا وأبخازيا ومرتفعات قره باغ وأوسيتيا الجنوبية)، والأناضول وتراقيا الشرقية (جمهورية تركيا)، وشبه الجزيرة العربية (السعودية وقطر والإمارات وسلطنة عمان واليمن)، وشمال شرق أفريقيا (مصر والسودان)، والمغرب الكبير (ليبيا وتونس والجزائر والمغرب والجمهورية الصحراوية وموريتانيا).
وأيضًا ستدرج أي غارة أو ضربة أو مناوشة أو حصار أو نهب أو معركة (برية أو بحرية) وقعت على أراضي دولة حديثة موجودة فيما يشار إليه اليوم بالشرق الأوسط (أو الشرق الأدنى القديم عند الإشارة إلى التاريخ العسكري لهذه المنطقة خلال العصور القديمة الكلاسيكية)؛ على أنها كانت بالذات جزءًا من عملية لحملة في مسرح حرب إقليمية (مثال أي نزاع حدودي - حرب غير معلنة - حرب استعمارية - حرب بالوكالة - حرب تحرير - حروب عالمية وغيرها.) وقد أدرجت فيها أيضًا فترات من الاضطرابات المدنية العنيفة مثل: إطلاق النار - القتل العشوائي - مذابح - هجمات إرهابية - انقلابات - اغتيالات - قتل الملوك - الشغب - التمرد - الثورات - الحروب الأهلية (ومعها حروب الخلافة وحروب التحرير). قد تحتوي القائمة أيضًا على حوادث من التضحية البشرية والانتحار الجماعي والتطهير العرقي/الإبادة الجماعية.

## التاريخ القديم

### العصر البرونزي

#### مصر
- عصر الأسر المصرية المبكرة
  - حوالي. 3100 ق.م توحيد شمال مصر وجنوبها
- فترة مصرية انتقالية ثانية
  - 1580–1550 ق.م الهكسوس-الأسرة المصرية السابعة عشر حروب في مصر السفلى.
- المملكة المصرية الحديثة
  -     - 1550/1549–1531 ق.م غزو أحمس الأول من الأسرة الثامنة عشر لمصر السفلى التي كانت تحت حكم الهكسوس.
    - حوالي.1537 ق.م حملات أحمس الأول على سوريا والنوبة.
    - 16 أبريل 1457 ق.م معركة مجدو - بين القوات المصرية القديمة بقيادة الفرعون تحتمس الثالث وتحالف كنعاني كبير..
    - معركة قادش، وقعت في مايو 1247 ق.م بين رمسيس الثاني والإمبراطورية الحثية.

#### بلاد الرافدين
- عصر فجر السلالات
  - حوالي. 2500 ق.م خضعت عيلام لإين مي باراكي سي ملك كيش
  - حوالي. 2500 ق.م حصار أوروك من قبل أغا الكيشي ابن إين مي باراكي سي
  - حوالي. 2500 ق.م حصار إينمركر ملك أوروك لأراتا لمدة عام
  - حوالي. 2500 ق.م قبض دوموزيد ملك أوروك بنفسه على إين مي باراكي سي ملك كيش
  - حوالي. 2500 ق.م غزا إينشاكوشانا ملك أوروك على خمازي وأكاد وكيش ونيبور، معلنًا هيمنته على كل سومر. وخلفه في الملك لوغال-كينيشي-دودو، لكن يبدو أن الهيمنة انتقلت إلى إياناتوم ملك لجش لفترة من الوقت
  - حوالي. 2500 ق.م قام إياناتوم ملك لجش بغزو كل سومر، بما في ذلك أور ونيبور وأكشاك ولارسا وأوروك (التي كانت تحت سيطرة إينشاكوشانا)
  - حوالي. 2500 ق.م إين أنا توم الأول ملك لكش خلف شقيقه إياناتوم ودافع عن لكش ضد أور لوما ملك أوما
  - حوالي. 2500 ق.م خلف إينتيمينا ملك لكش والده إين أنا توم الأول وأعاد تأسيس لكش كقوة في سومر. وهزم إيلي ملك أوما، بمساعدة لوغال-كينيشي-دودو ملك أوروك (خليفة إينشاكوشانا).
  - حوالي. 2500 ق.م أخضع لوغال أني موندو ملك أداب «أرباع العالم الأربعة» - أي منطقة الهلال الخصيب بأكملها، من البحر الأبيض المتوسط حتى جبال زاغروس
  - حوالي. 2355 ق.م – 2334 ق.م (التسلسل الزمني الأوسط) غزا لوغال زاغيسي ملك أوما العديد من دول المدن السومرية - مثل كيش، فأطاح بأور زبابا؛ ولجش، فأطاح بأوروكاجينا؛ وأور ونيبور ولارسا وكذلك أوروك.
- الحقبة الأكدية
  - حوالي. 2334 – 2270 ق.م أسس سرجون الأكدي إمبراطورية واسعة يُعتقد أنها شملت أجزاء كبيرة من بلاد الرافدين، وأجزاء من إيران وآسيا الصغرى والشام.
    - غزو عيلام
    - حوالي. 2271 ق.م معركة الوركاء
    - حملات فيسوريا وكنعانيون
    - غزا الأكديون إبلا
    - ثورة الماغان
    - حملة نارام سين ضد اللولوبيون
- الحقبة الجوتية
  - حوالي. 2193 – حوالي. 2123 ق.م هجمات الجوتيون على الإمبراطورية الأكدية
  - حوالي. 2123 ق.م – 2112 ق.م بعد هزيمة الحاكم الجوتي تيريجان في سومر بمساعدة مدن أخرى، نصب أوتو حيكال ملك الوركاء نفسه ملكًا على سومر
- سلالة أور الثالثة
  - حوالي. 2112 ق.م – 2094 ق.م (التسلسل الزمني القصير) غزا أور نمو ملك أور لجش
  - حوالي. 2004 ق.م (التسلسل الزمني القصير) اكتساح العيلاميون لأور
- فترة إيسين ولارسا
  - حوالي. 1830 ق.م – 1817 ق.م (التسلسل الزمني القصير) حصل الزعيم الأموري سومو آبوم على الاستقلال عن دولة المدينة كازالو
  - حوالي. 1752 ق.م – 1730 ق.م (التسلسل الزمني القصير) هزيمة دامق إيليشو ملك إيسن آخر ملك مذكور في قائمة ملوك سومر أمام سين موباليط (ملك) ملك بابل
- السلالة البابلية الأولى
  - حوالي. 1792 ق.م – 1750 ق.م (التسلسل الزمني القصير) وسع حمورابي ملك بابل مملكته لتشمل بلاد الرافدين بعد انتصاراته المتكررة في الحروب على الممالك المجاورة
- سلالة كاشيت
  - حوالي. 1595 ق.م سقوط بابل
  - حوالي. 1507 ق.م (التسلسل الزمني القصير) اجتاح الكيشيون مدينة بابل

#### الشام
- حوالي 2492 ق.م معركة بين هايك والنمرود
- حوالي 2300 ق.م حرب لمئة عام بين ماري وإبلا
  - حوالي 2300 ق.م معركة تيرقا
- حوالي 2000 ق.م معركة سديم
- حوالي 1900 ق.م نزاع قطنا-يمحاض
- حوالي 1770 ق.م تمدد مملكة يمحاض
- حوالي 1650 ق.م - 1600 ق.م الحروب الحيثية-السورية
- حملات بنو إسرائيل
  - حملات بنو إسرائيل الأولى
    - 1400 ق.م معركة عاي (أسطورية)
    - معركة حاصور (أسطورية)
    - معركة أريحا (أسطورية)
    - لخيش
    - معركة مياه ميروم (أسطورية)
- حوالي القرن 14 ق.م "الحروب السورية"
- حوالي 1247 ق.م معركة قادش

#### الأناضول
- حوالي 1650 ق.م – 1600 ق.م حروب خاتوشيلي الأول ومورشيلي الأول
- حوالي 1430 ق.م – 1350 ق.م اجتاح الكاسكيون الإمبراطورية الحيثية

### العصر الحديدي
ملاحظة: يغطي هذا القسم العصر الحديدي الأول والثاني، أما العصر الحديدي الثالث فمرتبط بالفترة الكلاسيكية
- نزاعات مصر القديمة
  - 1279 ق.م – 1213 ق.م حروب رمسيس الثاني في الشرق الأدنى
    - الحملة السورية الأولى لرمسيس الثاني
    - الحملة السورية الثانية
      - 1274 ق.م معركة قادش

    - الحملة السورية الثالثة لرمسيس الثاني

  - عصر الاضمحلال الثالث لمصر
    - 925 ق.م اجتياح أورشليم
    - 727 ق.م غزو الكوشيين لمصر
    - 609 ق.م معركة مجدو – بين مملكة مصر ومملكة يهوذا
- نزاعات الأناضول القديمة
  - 1260 ق.م – 1240 ق.م حصار طروادة
- نزاعات بلاد الرافدين القديمة
  - فترة الكيشيون
    - حوالي 1232 ق.م – 1225 ق.م (التسلسل الزمني القصير) هزم توكولتي نينورتا الأول الآشوري كشتيلياش الرابع ملك بابل الكيشي، فتمكن من السيطرة على مدينة بابل فأتم الهيمنة الآشورية على كامل بلاد الرافدين.
    - حوالي 1157 ق.م – 1155 ق.م (التسلسل الزمني القصير) هزيمة الملك إنليل نادين أخي آخر ملوك سلالة بابل الثالثة الكاشية أمام ملك عيلام كوتر نهونتي.

  - الأسرة البابلية الرابعة
    - حوالي 1125 ق.م – 1104 ق.م (التسلسل الزمني القصير) حروب نبوخذ نصر الأول الإيسني ضد العيلاميين
- حروب بنو إسرائيل
  - حروب بنو إسرائيل المتأخرة
    - 1000 ق.م حصار يبوس
- الحملات الآشورية
  - 853 ق.م معركة قرقور
  - 721 ق.م الحملات الآشورية على بني إسرائيل
  - الحملة الآشورية على جنوب الشام
    - 701 ق.م حصار لكيش
    - 701 ق.م حصار الآشوريين للقدس بقيادة سنحاريب

  - 693 ق.م معركة نهر ديالى (انتصار سنحاريب على العيلاميين)
  - 693 ق.م حصار بابل
  - 626 ق.م الثورة البابلية (انتصار حاسم للبابليين وطرد القوات الآشورية)
- حروب الإمبراطورية البابلية الحديثة
  - 612 ق.م معركة نينوى
  - 605 ق.م معركة كركميش بين مملكة مصر وحلفائها الآشوريين ضد الإمبراطورية البابلية الحديثة
  - الحرب البابلية اليهودية
    - 597 ق.م حصار القدس الأول بقيادة نبوخذ نصر الثاني
    - 587 ق.م حصار القدس الثاني بقيادة نبوخذ نصر الثاني
- حملات الميديون
  - 28 مايو 585 ق.م معركة هاليس
- غزوات قورش العظيم الأخميني
  - 552 ق.م التمرد الفارسي
  - 552 ق.م معركة هيربا
  - 551 ق.م معركة الحدود الفارسية
  - 550 ق.م معركة باسارغاد
  - 547 ق.م معركة بيتيريا
  - 547 ق.م معركة ثيمبرا
  - 547 ق.م حصار ساردس
  - 539 ق.م معركة أوبيس

### كلاسيكية قديمة

#### الهيمنة اليونانية والفارسية
- 499–493 ق.م الثورة الإيونية
- 492–490 ق.م الغزو الفارسي الأول لليونان
- 486 ق.م الثورة المصرية
- 480–478 ق.م الغزو الفارسي الثاني لليونان
- 477–449 ق.م حروب الحلف الديلي
- حروب الإسكندر الأكبر
- 322–275 ق.م حروب ملوك طوائف الإسكندر
- 274–168 ق.م حروب سورية
  - الحرب السورية الأولى (274–271 ق.م.)
  - الحرب السورية الثانية (260–253 ق.م.)
  - الحرب السورية الثالثة (246-241 ق.م.)
  - الحرب السورية الرابعة (219–217 ق.م.)
  - الحرب السورية الخامسة (202–195 ق.م.)
  - الحرب السورية السادسة (170–168 ق.م.)
- الحروب السلوقية الفرثية 238–129 ق.م
- الحرب الرومانية السلوقية 192–188 ق.م
- التمرد المكابي 167–160 ق.م

#### الهيمنة الرومانية والفرثية والساسانية
- حروب ميثراداس 88–63 ق.م
  - الحرب الميثراداتية الأولى 88–84 ق.م
  - الحرب الميثراداتية الثانية 83–81 ق.م
  - الحرب الميثراداتسية الثالثة 75–63 ق.م
    - الحرب الأهلية الحشمونية
      - حصار بومبي الكبير للقدس
- الحروب الرومانية الفرثية
  - غزو كراسوس لبلاد الرافدين 53 ق.م
    - معركة كارهاي

  - حملة أنطوني في أتروباتين
    - معركة جبل جنداروس
    - حصار القدس 37 ق.م
    - حملة أتروباتين
    - حملة أرمينيا

  - حرب 58–63 الرومانية الفرثية
  - معركة نصيبين (217)
- حملة أيليوس غالوس على اليمن 24 ق.م
- أعمال الشغب في الإسكندرية 38م
- الحروب اليهودية الرومانية 66–136م
  - الثورة اليهودية الكبرى
  - حرب كيتوس
  - ثورة بار كوخبا
- حروب الروم والساسانيون
  - معركة أنطاكية (218)
  - غزوة أردشير على بلاد الرافدين 230–232م
  - غزوة أردشير الثانية على بلاد الرافدين 237–240م
  - معركة رأس العين 243م
  - معركة مشيك 244م
  - معركة بالس
  - معركة الرها 259
  - معركة سنجار 344
  - حصار آمد 359
  - معركة قطسيفون (363)
  - معركة سامراء (363)
- انتفاضة الفيلق السوري 232م
- ثورة تدمر 272
  - معركة أنطاكية (272)
  - معركة حمص
- معركة كالينيكوس 296
- ثورة اليهود ضد قنسطانطيوس غالوس 351–352
- تمرد إيساوريا 404
- حروب الروم والفرس 421–628
  - الحرب الرومانية الساسانية 421–422
  - حرب أناستازيا (502–506)
  - الحرب الإيبيرية (526–532)
    - معركة كالينيكوم 531

  - الحرب البيزنطية الساسانية 572–591
  - الحرب الساسانية البيزنطية 602-628
    - تمرد أنطاكية 610
    - معركة أنطاكية (613)
    - الثورة اليهودية ضد هرقل 610-628
      - الغزو الساساني للقدس (614)

    - غغزو شاهين لآسيا الصغرى (615م)
    - غزو الساسانيين لمصر 618–621
    - معركة إسوس
    - الهجوم البيزنطي على بلاد فارس 624-625
    - حصار القسطنطينية (626)
    - الحرب الفارسية التركية الثالثة
    - معركة نينوى
- الثورات السامرية 484–573
  - ثورة السامريين ضد زينو 484
  - ثورة ضد أناستاسيوس الأول
  - ثورة السامريين الثالثة 529–531
  - ثورة السامريين الرابعة 555–572
- ثورة مازداك في بلاد فارس 524 (أو 528)
- تمرد نيكا في القسطنطينية 532
- معركة ذي قار – تمرد العرب بقيادة بكر بن وائل في العراق الساساني. مابين 604 أو 611

## العصور الوسطى
- فتوحات إسلامية
  - حروب الردة 632–633
  - فتح الشام
    - معركة اليرموك 636

  - فتح أرمينية
  - فتح مصر
  - فتح المغرب
  - فتح فارس
    - الفتح الأول للعراق (633)
    - الفتح الثاني للعراق (634)
      - معركة القادسية

    - معركة نهاوند
    - ثورات الفرس 649-51

  - حروب العرب - تورجش
    - يوم العطش 724
    - وقعة الشعب 731

  - الحروب الإسلامية الخزرية
- النزاعات في الخلافة العباسية
  - ثورة العباسيين (750 - 785)
    - معركة الزاب 750

  - الحروب الإسلامية البيزنطية 780–1180
    - معركة كراسوس 804/5
    - معركة أنزن 838
    - معركة عمورية 838
    - نهب دمياط (853)
    - معركة لالاكيون 863
    - حملات جون كوركواس
      - الحملة المليطية الأولى وغزو كاليكالا 926–930
      - الحملة المليطية الأولى 931–934

    - حروب سيف الدولة الحمداني
      - الدخول إلى حلب 944
      - معركة مرعش (953)
      - معركة الربان 958
      - معركة أندراسوس 960
      - حصار حلب 962
      - حصار حلب 964

  - الحروب القيسية اليمانية 793-793
- الحروب البيزنطية البوليقية
  - معركة باثيس رياكس 872 (878?)
- الثورات الزرادشتية الفارسية في القرنين الثامن والتاسع
  - ثورة بهافريد في فارس القرن الثامن
  - ثورة بابك 816-37
    - حملة أحمد بن جنيد 823-824
    - حملة أحمد بن حميد الطوسي 827-829
    - حملة أفشين 835-837/838

  - ثورة مزيار 839
- الحروب السلجوقية البيزنطية 1048–1308
  - معركة ملاذكرد 1071
- ثورة الإسماعيلية النزارية في فارس وسوريا
  - الصراعات النزارية السلجوقية 1090–1194
- الحروب الصليبية
  - حملة الفقراء الصليبية 1095–1096
  - الحملة الصليبية الأولى 1099
    - معركة عسقلان 1099
    - حصار القدس (1099)
    - حملة 1101 الصليبية
    - معركة ساحة الدم 1119
    - معركة أعزاز 1125

  - الحملة الصليبية الثانية 1145–1149
    - معركة أناب 1149

  - حملات بلدوين
    - حصار عسقلان (1153)
    - الحملات الصليبية على مصر 1154–1169
      - معركة البابين

  - الحملة الصليبية الثالثة 1189–1192
    - حصار عكا (1189–91)

  - الحملة الصليبية الليفونية
  - الحملة الصليبية الألمانية
  - الحملة الصليبية الرابعة
  - حملة الأطفال الصليبية
  - الحملة الصليبية الخامسة
  - الحملة الصليبية السادسة
  - الحملة الصليبية السابعة
  - حملة الرعاة الصليبية (1251)
  - الحملة الصليبية الثامنة
  - الحملة الصليبية التاسعة
  - حملة الرعاة الصليبية (1320)
- حملات صلاح الدين
  - الثورة المصرية 1169
  - حصار داروم 1170
  - غزو اليمن 1174
  - معركة حماة 1175
  - الاستيلاء على دمشق 1174
  - معركة مخاضة يعقوب 1179
  - الحرب من أجل الموصل 1182
  - معركة العفولة (1183)
  - حصار الكرك 1183
  - معركة عين جوزة 1187
  - معركة حطين 1187
  - حصار القدس (1187)
- الغزوات المغولية للشرق الأوسط القرن الثالث عشر.
  - معركة جبل كوسه 1243
  - حصار بغداد (1258)
  - غزو هولاكو خان للشام 1260
  - غزوات المغول على فلسطين 1260-1300
    - نهب صيدا 1260
    - حصار حلب (1260)
    - معركة عين جالوت 1260
    - معركة حمص الأولى 1260

  - معركة البستان 1277
  - معركة حمص الثانية 1281
  - غزوات المغول للشام 1299–1300
    - معركة وادي الخزندار 1299
- حقبة تيمورلنك
  - معركة أنقرة 1402
- عهد الفترة العثماني 1402–1413
- ثورة الشيخ بدر الدين 1416
- الحروب البيزنطية العثمانية 1265–1453
  - صعود العثمانيين 1265–1328
  - الرد البيزنطي: 1328–1341
    - حصار نيقية (1328–1331)
    - حصار نيقوميديا 1333–1337

  - فتح أدرنة عقد 1360
  - فتح صوفيا 1385

## الحقبة الحديثة

### الحقبة الحديثة المبكرة

#### بداية التوسع العثماني
النزاعات في الفترة العثمانية من 1453–1516
- انتفاضة اليزيديين ضد الصفويين 1506–1510
- عصيان شاه قلي 1511

#### نزاعات مرتبطة بالدولة العثمانية
- الحروب العثمانية الفارسية القرنين السادس عشر والتاسع عشر
  - معركة جالديران 1514
  - الحرب العثمانية الصفوية (1532–1555)
  - الحرب العثمانية الصفوية (1578–1590)
  - الحرب العثمانية الصفوية (1603–1618)
    - معركة دمدم 1609–10

  - الحرب العثمانية الصفوية (1623-1639)
    - تمرد الأباظة

  - الحرب العثمانية الصفوية (1730-1736)
  - الحرب العثمانية الأفشارية (1743-1746)
  - الحرب العثمانية الفارسية (1775–1776)
  - الحرب العثمانية القاجارية (1821-1823)
- ثورات الجلالية 1519–1659
- الصراعات بين العثمانيين والدروز في جبل لبنان
  - الحملة العثمانية على الدروز في 1585
  - معركة عنجر 1622
  - صراع عام 1633
  - صراع عام 1642
  - صراع 1660
  - صراع 1683-1699
  - معركة عين دارة 1711
- حرب كريت (1645–69)
  - حادثة اتميداني
  - حادثة جنار 1656

### الحقبة الحديثة المتأخرة

#### نزاعات مرتبطة بالدولة العثمانية
- ثورة أدرنة 1703
- الغزو العماني للبحرين 1717
- عصيان باترونا خليل 1730
- ثورة ظاهر العمر (الجليل) 1742–1743
- ثورة علي بك الكبير (مصر) 1769–1772
- انتفاضة بجلان 1775
- الحملة الفرنسية في مصر وسوريا 1798–1801
  - ثورة القاهرة 1798
  - معركة النيل
  - حصار يافا
  - معركة جبل طابور (1799)
  - حصار عكا (1799)
- انتفاضة البابان 1806–1808
- الانقلابات على القصر العثماني 1807-1808
  - ثورة مصطفى كباكجي
- حملات محمد علي
  - استيلاء محمد علي باشا على السلطة 1803–1807
  - حملة فريزر (1807)
  - الحرب العثمانية السعودية 1811–18
  - الحرب المصرية العثمانية (1831-1833)
  - ثورات فلاحي الشام
    - ثورة فلسطين والأردن 1834
    - تمرد العلويين (1834–1835)

  - تمرد الدروز 1838
  - الحرب المصرية - العثمانية (1839-1841)
- الحرب الروسية الفارسية (1826-1828)
- ثورة جزيرة ابن عمر 1829
- ثورة أتشالي كل محمد 1829–1830
- ثورة الأمير محمد من صوران 1833
- ثورة اليزيديين 1837
- ثورة سنجار 1837

#### فترةالتنظيمات العثمانية
- 1843 انتفاضة بوطان الأولى 1843
- 1843 انتفاضة بدر خان بك
- 1843 انتفاضة قلي مرج
  - 1847 انتفاضة بدرخان بك[1]
- 1850 قومة حلب
- 1855 انتفاضة يزدان شير[2]
- 1860 مقتلة الدروز والموارنة
  - 1860–1861 الحملة الفرنسية في سوريا
- 1867–1868 الحرب القطرية البحرينية
- 1877–1878 الحرب الروسية العثمانية
- 1879–1882 ثورة عرابي في مصر
  - 1880–1881 انتفاضة الشيخ عبيد الله النهري وشمدينان[3]
- 1891-1887 الحرب الأهلية السعودية
  - 1891 معركة المليداء
- 1892 ثورة التنباك (إيران)
- 1894–1896 المجازر الحميدية
  - 1896-1895 تمرد الزيتون
- 1932-1902 توحيد السعودية
  - 1903–1906 الحرب السعودية الرشيدية
- 1908–1909 الثورة الدستورية الفارسية
- 1908–1909 ثورة تركيا الفتاة
  - 1909 حادثة 31 مارس
- 1909 مذبحة أضنة
- 1909 تمرد دروز حوران
- 1909–1910 تمرد الزرانيق
- 1913 الانقلاب العسكري العثماني
- 1914–1918 مسرح الشرق الأوسط في الحرب العالمية الأولى
  - حملة سيناء وفلسطين
  - 1914–1918 حملة بلاد الرافدين
  - 1914–1918 حملة القوقاز
  - 1914–1918 الحملة الفارسية
  - 1915–1916 حملة جاليبولي
  - 1915–1916 حملة شمال أفريقيا
  - 1916–1918 الثورة العربية
  - 1915–1917 الإبادة الجماعية للأرمن
  - 1915 الإبادة الجماعية للآشوريين
  - 1915 مذبحة ديرسم الأولى